# ブロントテリウム上科
ブロントテリウム上科（ブロントテリウムじょうか、学名：Brontotherioidea）は、哺乳綱有蹄大目奇蹄目に属する分類群。ティタノテリウム形類（Titanotheriomorpha）とも呼ばれる。この上科のみで独立した亜目に分類されることもあるが、ウマ形亜目の下位に置く説もある。始新世前期に北アメリカに出現し、始新世後期に進化のピークに達して大繁栄したが、環境の変化の影響か漸新世前期には絶滅した。

## 分類
ブロントテリウム上科をブロントテリウム科のみの単型とすることもあるが、同科からラムドテリウム科を分ける説もある。

## 形態

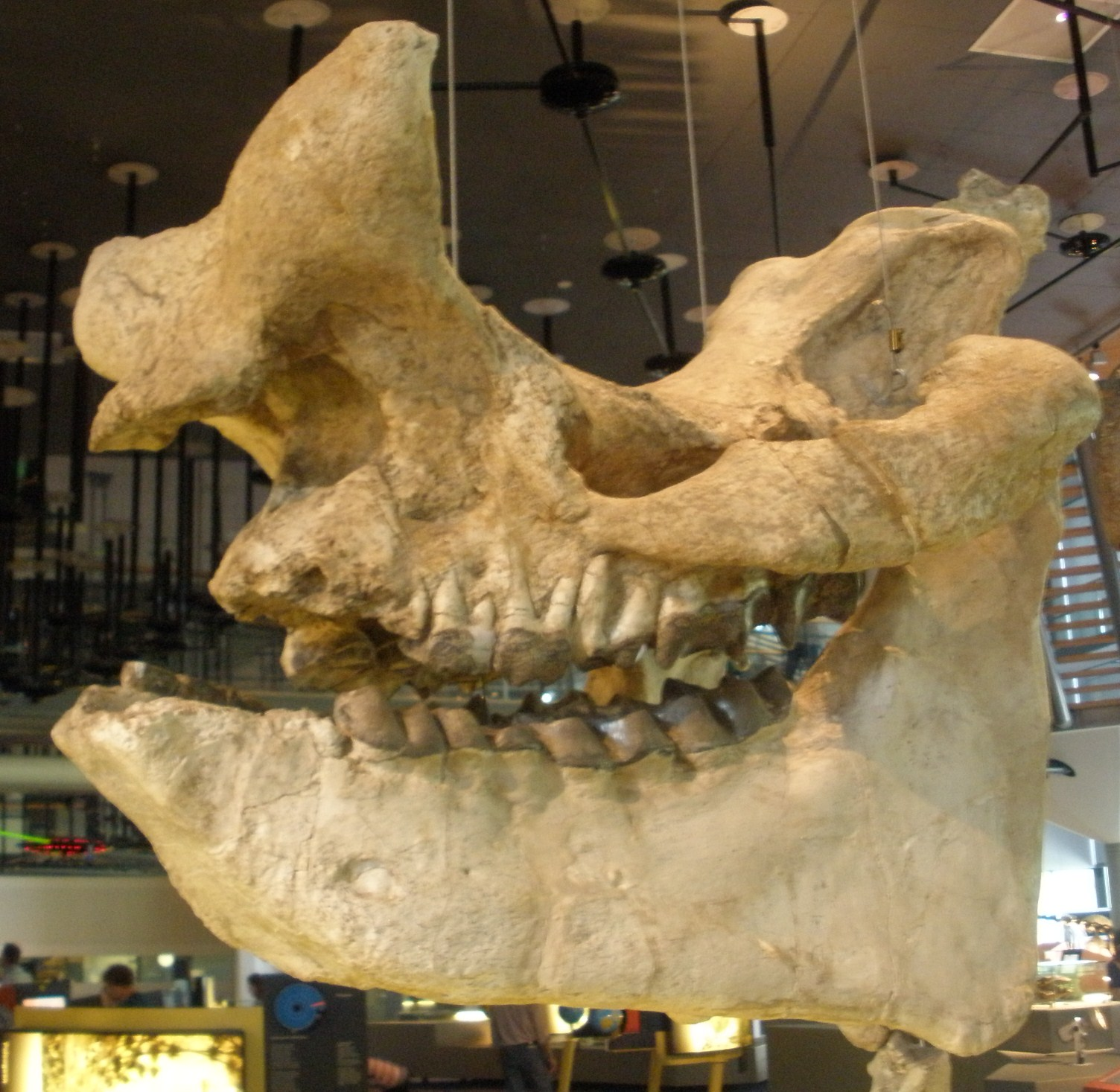
メガセロプスの頭蓋骨

大型のイヌくらいから大型のサイまでの大きさだった。初期のグループは割と軽快なつくりをしており、初期のウマ科の動物に類似する。進化したティタノテリウム型亜目のグループは大きくがっしりとしており、脚は短く太く、胴は大量の植物を収めるための大きくなり、尾は短くなっていた。肩には棘状の長い突起があり、重たい頭部を支える筋肉の付着点になっていた。また、鼻骨が肥大化し、サイの角のようになったことで知られる。角の大きさは性差があり、雄のほうが大きく、雌は少し小さい、雌は角の大きい雄が好みだったかもしれない。生存時には角はウシ科などとは違い、キリンのように皮膚に覆われていた。前肢には4本、後肢には3本の指趾があった。頭骨は大きい割には顔は短い。頬歯の歯冠は低かったほか、典型的なブノロフォドントの形状をしており、これらの歯の形質状態は他の姉妹群よりもカリコテリウム科に似ている。また、歯はW字型をしており、歯をすり潰すのではなく、切り刻んで食べていたと考えられる。ブロントテリウムを含むいくつかの属は肩高は2mを超え、現世の大型のサイを上回っていた。

## 生態
上の節で述べたように歯の形状から軟らかい水草や森林の木の葉を摂食していたとされる。始新世から漸新世に移るときの地球の環境の変化で、森林が減り、草本植物を食べるように適応できなかったことが絶滅の要因だと言われている。

## 分布
上科全体を通して北米、アジア、ヨーロッパに分布していた。ドリコリヌス亜科とブロントテリウム亜科は北アメリカ、エンボロテリウム亜科はアジアと、それぞれ限定されているが、ブロントプス亜科とテルマトテリウム亜科は両方に分布していた。始新世後期には北米とアジアで大繁栄して進化の絶頂期で、ウマ科よりも多い40もの属に派生した。しかし上の節でも述べたように、漸新世への移り変わりで地球全体の気候が変化し、それに伴って草原が拡大し森林が減少、草本植物を食べるのに適応できず、絶滅してしまった。大繁栄したにもかかわらず、比較的短命な分類群であった。